# Pablo Gil Loyzaga
Pablo Gil Loyzaga o Pablo Enrique Gil-Loyzaga (Madrid, 13 de abril de 1954 - 8 de mayo de 2013) fue un científico, médico, profesor e historiador español.

## Biografía
Pablo Enrique Gil Loyzaga nació en 1954 en Madrid, España hijo de dos artistas españoles, Enrique Gil Guerra y María Elvira de Loyzaga. Vivió casi la totalidad de su existencia en Madrid ejerciendo su actividad como investigador y profesor de la Universidad Complutense de Madrid, que compatibilizó con una amplia actividad en cargos de gestión pública, como conferenciante, escritor e historiador. Contrajo matrimonio con Ana María Pérez Cao con la que tuvo tres hijos, David, Ana y Pablo.
Tras culminar sus estudios de Bachiller en el Colegio Sagrada Familia y el Curso de Orientación Universitaria (C.O.U.) (Ley General de Educación de 1970) en la Academia Dobao y Díaz-Guerra, realizó sus estudios de licenciatura en Medicina y Cirugía en la Universidad Complutense de Madrid y a su culminación obtuvo por concurso nacional MIR una plaza de médico residente del Hospital Clínico San Carlos (Servicio de Anatomía Patológica) en 1979. En 1982 le fue concedido el título de especialista en Anatomía Patológica. Desde el curso 1979-1980 se incorporó a la actividad docente como profesor ayudante de prácticas de la Facultad de Medicina de la Universidad Complutense pasando a profesor adjunto contratado, por concurso, en el curso 1982-1983. En octubre de 1981 obtuvo el grado de doctor en Medicina y Cirugía en dicha Facultad de Medicina de la Universidad Complutense por una tesis sobre investigación del desarrollo y maduración del receptor auditivo, calificada con sobresaliente cum laude por unanimidad y obteniendo en 1983 el premio extraordinario de doctorado.
En 1984 se trasladó con beca al Laboratorio de Neurobiología de la Audición (INSERM), ubicado en el Hôpital Saint Charles de la Universidad de Montpellier (Francia), donde realizó un amplio periodo de formación postgraduada. Durante esta estancia realizó diversos trabajos de investigación sobre audición (en modelos experimentales en animales) conducentes al desarrollo de una segunda tesis doctoral. Este trabajo fue presentado en 1990 en l’Université de Sciences et Tèchniques du Languedoc obteniendo el grado de Docteur es Sciences con la mención de “Très Honorable”, título homologado por el Ministerio de Educación y Ciencia (España) al equivalente de doctor en Biología. Completó su formación científica con estancias cortas en la School of Biological Sciences (Sussex University, Inglaterra) y en la Escuela de Medicina de la Universidad Johns Hopkins de Baltimore, USA.
Para completar su formación científica y biomédica asistió a varios cursos para postgraduados en el ámbito de las Ciencias Sociales (Defensa Nacional) y la Historia (2000-2010), obteniendo el diploma en Defensa Nacional, el diploma de Relaciones Internacionales con Iberoamérica y el diploma de Defensa y Sociedad Civil (CESEDEN, Ministerio de Defensa) y el máster en Defensa Nacional en la Universidad Rey Juan Carlos. También se graduó en tres cursos de Historia Militar de España y de Fortificaciones y Poliorcética (Instituto de Historia y Cultura Militar, Ministerio de Defensa).
Dedicó un gran esfuerzo a estudiar y descubrir los orígenes familiares e históricos del apellido Loyzaga, para lo que recorrió los archivos militares y civiles, como el Archivo General Militar de Segovia y el Archivo General de Indias de Sevilla en busca de documentación y fuentes primarias. Completó su formación con la especialización en las ciencias auxiliares de la Historia con el diploma superior en Heráldica, Genealogía y Ciencias Nobiliarias en la Escuela Marqués de Avilés de Madrid, los títulos de experto universitario en Heráldica, Genealogía y Nobiliaria, de especialista en Genealogía y de máster en Derecho Nobiliario y Premial en el Departamento de Historia del Derecho y las Instituciones de la Facultad de Derecho de la Universidad Nacional de Educación a Distancia en Madrid.
En la misma facultad, y bajo la dirección del profesor Javier Alvarado Planas, realizó el doctorado dentro del programa de doctorado “Fundamentos Jurídicos de Edad Moderna” y presentó la tesis doctoral titulada “El capitán Don Diego Menéndez de Valdés y la gobernación de Puerto Rico a finales del siglo XVI” obteniendo el grado de doctor en el área de Historia de Derecho y las Instituciones con la calificación de sobresaliente cum laude por unanimidad.
Falleció el 8 de mayo de 2013 en Madrid.

## Contribuciones científicas
Dentro de su extensa carrera investigadora se podrían destacar sus estudios en el sistema auditivo de los mamíferos en aspectos como su desarrollo ontegénico, la neurotoxicidad asociada al glutamato como base etiológica de los efectos del trauma acústico y la hipoxia / isquemia, la descripción de la composición de la oído interno, la identificación de neurotransmisores del sistema eferente coclear como la dopamina y la serotonina, el envejecimiento del receptor auditivo, la presbiacusia, en modelos experimentales animales, o diversos estudios sobre las células madre del receptor auditivo y la implicación de éstas en posibles estrategias de regeneración del órgano de Corti.

## Premios y condecoraciones
Premios en el ámbito académico:
- Premio extraordinario de doctorado de la Facultad de Medicina de la Universidad Complutense de Madrid.
- Premio conde de Cartagena de la Real Academia Nacional de Medicina (España).
- Premio Ambel Albarran del Colegio de Médicos de Badajoz (España).
- Premio sureste a la investigación básica del Colegio de Médicos de Madrid (España)
- Premio de la Sociedad Española de Otorrinolaringología y PCF al “Mejor trabajo publicado en 2006 en la revista Acta Otorrinolaringológica Española” (varios autores).

Condecoraciones y distinciones:
- Cruz del Mérito Aeronáutico con Distintivo Blanco otorgada en 2001 por el Ministerio de Defensa (España).
- Cruz del Mérito Naval con Distintivo Blanco otorgada en 2004 por el Ministerio de Defensa (España).
- Medalla de Servicios Prestados a la Universidad Complutense de Madrid, concedida por el Consejo de Gobierno de la UCM en 2002.
- Medalla “Paul Harris” por “La labor desarrollada en beneficio de la comprensión y relaciones de amistad entre los pueblos del mundo”. Concedida por la Fundación Rotaria de Rotary International en 2010.

## Miembro de academias, entidades y asociaciones
Participó en diversas sociedades y academias científicas y profesionales entre las que destacan:
- Académico correspondiente de la Real Academia Nacional de Medicina desde 1996.
- Académico de número de la Academia Científica y de Cultura Iberoamericana de Puerto Rico desde 2009.
- Miembro activo del Collegium Oto-Rhino-Laryngologicum Amicitiae Sacrum desde 1999.
- Miembro activo de la European Academy of Otology and Neurootology desde 2006.
- Sociedad Española de Otorrinolaringología y P. C. F. en la que fue presidente de la Comisión de Investigación (2004-2009).
- Miembro de honor de la Asociación Española de Audiología.
- Miembro activo de la Association Neuroreille.

Perteneció a las siguientes órdenes militares:
- Caballero de gracia magistral de la Orden de Malta.
- Caballero de mérito de la Sagrada Orden Militar Constantiniana de San Jorge.

Y también fue miembro activo de las siguientes asociaciones:
- Caballero emérito de la Real Asociación de Caballeros del Monasterio de Yuste.
- Miembro de la Asociación de Diplomados en Genealogía, Heráldica y Nobiliaria (España).
- Miembro de la Asociación CiViCa (Asociación de Investigadores y Profesionales por la Vida y la Dignidad Humana, España).

## Obras
Publicó 179 artículos en revistas científicas y como capítulos de libros, nacionales e internacionales. También realizó 9 publicaciones en el campo de la Historia y la Bioética.
Fue coautor o editor de 10 libros de temas científicos, entre los que destacan especialmente:
- Gil-Loyzaga, Pablo (1997). «Progress in Histochemistry and Cytochemistry». Histochemistry of glycoconjugates of the auditory receptor (en inglés) 32. Stuttgart-Jena-Lübeck-Ulm: Gustav Fischer Verlag. pp. 1-78. ISBN 3-437-21246X.
- Gil-Loyzaga, Pablo; Úbeda, Alejandro (2002). Ondas Electromagnéticas y Salud. Informes Sanitarios Siglo XXI. Madrid: AFITYS. p. 393. ISBN 84-607-4121-4.
- Gil-Loyzaga, Pablo (2005). Actualización en ORL. Fisiología y Fisiopatología de la Cóclea. Madrid: SANED Ediciones. p. 94. ISSN 1699-8545.
- Gil-Loyzaga, Pablo (2009). Neuroplasticity in the auditory pathway: From basic research to clinics (en inglés) 7. Audiological Medicine.
- Gil-Loyzaga, Pablo (2011). Cultivo de Células Animales y Humanas. Aplicaciones en Medicina Regenerativa. Madrid: Editorial Visión Libros. p. 396. ISBN 978-84-9983-737-6.
- Gil-Loyzaga, Pablo (2013). «Estructura y función de la corteza auditiva. Bases de la vía auditiva ascendente.». Tratado de Audiología (2.ª edición). Elsevier. pp. 18-33. ISBN 978-84-458-2114-5.

En el ámbito de la historia y la genealogía escribió:
- Gil-Loyzaga, Pablo (2007). Cuatro Siglos en Puerto Rico. Madrid: Editorial Visión Libros. ISBN 9788498217810.
- Gil-Loyzaga, Pablo; Galende Díaz, Juan Carlos (coordinador) (2012). «Blasones concedidos a indígenas americanos en el siglo XVI». De sellos y blasones: miscelánea científica. Madrid: Universidad Complutense. pp. 293-360. ISBN : 978-84-695-4792-2 |isbn= incorrecto (ayuda).